# Толстоклювый ара
Толстоклювый ара, или краснолобый толстоклювый ара (лат. Rhynchopsitta pachyrhyncha) — птица семейства попугаевых. Подвидов не выделяют. Ранее считалась единственным видом рода.

## Внешний вид
Длина тела 40 см. Окраска оперения зелёная. Нижние кроющие перья крыла жёлтые, на сгибе крыла они красные, такого же цвета у него и бёдра. Возле глаз на лбу имеются коричневые полоски. Восковица и щёки неоперённые. Клюв крупный чёрный. Крылья длинные, но не достигают конца хвоста. Хвост ступенчатой формы, клиновидный.

## Распространение
Обитает в центральных и северо-западных районах Мексики.

## Образ жизни
Долгое время не было никаких сведений о биологии этого попугая, пока в 1978—79 годах Д. Лэнинг и Дж. Шифлет не провели специальные исследования.
Населяют горные сосновые леса, в горы поднимается на высоту до 3500 м над уровнем моря. Зимой они спускаются на высоту около 1500 м над уровнем моря. Питается семенами сосны.

## Размножение
Гнездятся с середины июня до конца июля, в дуплах старых сосен на высоте 2300—3000 м над уровнем моря. В кладке 2—4 яйца. Насиживает самка, молодые покидают гнездо через 7—9 недель.

## Содержание
Неприхотливые попугаи. Содержать их в домашних условиях несложно, жить в неволе они могут долго.